# Richard Linklater
Richard Stuart Linklater (Houston, 30 de julho de 1960) é um cineasta e escritor norte-americano. Seu primeiro filme a alcançar o sucesso foi Before Sunrise (br: Antes do Amanhecer), que lhe rendeu o Urso de Prata de melhor diretor.
Richard fundou a Austin Film Society em 1985 junto com Lee Daniel, seu colaborador, e por isso é bastante popular e louvado na cidade de Austin. Venceu o Globo de ouro com Boyhood.

## Filmografia
- (1988) It's Impossible to Learn to Plow by Reading Books
- (1991) Slacker
- (1993) Dazed and Confused (Jovens, Loucos e Rebeldes, no Brasil)
- (1995) Before Sunrise (Antes do Amanhecer, no Brasil)
- (1996) SubUrbia
- (1998) The Newton Boys (Newton Boys - Irmãos Fora da Lei, no Brasil)
- (2001) Tape
- (2001) Waking Life
- (2003) School of Rock (Escola de Rock, no Brasil)
- (2004) Before Sunset (Antes do Pôr-do-Sol, no Brasil)
- (2004) The Smoker
- (2005) A Scanner Darkly (O Homem Duplo, no Brasil)
- (2006) Fast Food Nation (Nação Fast Food - Uma rede de corrupção, no Brasil)
- (2008) Inning by Inning: A Portrait of a Coach
- (2008) Me and Orson Welles
- (2011) Bernie
- (2013) Before Midnight
- (2014) Boyhood
- (2016) Everybody Wants Some!!
- (2019) Where'd You Go, Bernadette
- (2023) Hit Man
- (2025) Blue Moon
- (2025) Nouvelle Vague
- (TBA) Merrily We Roll Along

## Premiações
- Richard Linklater recebeu duas indicações ao Independent Spirit Awards de melhor filme de estreia e melhor realizador por Slacker (1991).
- Com o filme Antes do amanhecer (1995) ganhou o Urso de Prata como melhor realizador.
- Ganhou o Prêmio Lanterna Mágica no Festival de Veneza por Waking Life (2001). E pelo mesmo filme também foi indicado ao Independent Spirit Awards como melhor argumento e melhor realizador.
- Com o filme Antes do pôr-do-sol (2004) recebeu uma indicação ao Oscar de melhor argumento adaptado e uma indicação ao Independent Spirit Awards de melhor argumento.